# (2191) Uppsala
(2191) Uppsala es un asteroide perteneciente al cinturón de asteroides, descubierto el 6 de agosto de 1977 por Claes-Ingvar Lagerkvist desde el Observatorio del Monte Stromlo, en Canberra, Australia.

## Designación y nombre
Designado provisionalmente como 1977 PA1. Fue nombrado Uppsala en homenaje a Upsala ciudad de Suecia.